# Супермен. Красный сын
Супермен. Красный сын (англ. Superman: Red Son) — трёхсерийный комикс, изданный DC Comics под импринтом Elseworlds в апреле 2003 года. Автор, Марк Миллар, создал комикс на основе идеи «что, если бы Супермен вырос в Советском Союзе?» Комикс был очень положительно оценён и номинирован на Премию Айснера 2004 года за лучшую мини-серию.
История описывает исход Холодной войны посредством вмешательства в неё супергероев, а также дальнейшее развитие. Серия описывает события с 1953 по 2001 года и небольшой эпизод в будущем.
В «Красном Сыне» шаттл Супермена приземлился в одном из колхозов Украины вместо Канзаса, по причине небольшой разницы во времени (несколько часов) от оригинальной вселенной. В результате под шаттлом оказался СССР, а не Америка. И вместо борьбы за «…правду, справедливость и американский образ жизни» Супермен описан в советской радиопередаче, как «…борец за Сталина, социализм и интернациональную экспансию, выходец из рабочего класса». Его «секретная личность» (то есть имя, данное ему приёмными родителями) — государственная тайна.

## История публикации
Идеи, составившие историю целиком, собирались очень долго. Миллар рассказал:
«Красный Сын» основан на мысли, пришедшей мне в голову, когда я читал комикс Superman № 300 в возрасте шести лет. Это был сюжет, в котором ракета Супермена приземлилась в нейтральных водах между США и СССР и обе стороны стремились получить ребёнка. Поскольку я был ребёнком, росшим в тени Холодной войны, мысль о том, что бы произошло, если Советы добрались до ребёнка раньше, буквально захватила мой разум.
По мере взросления я начал собирать идеи в кучу и впервые обратился к DC в возрасте тринадцати лет, и рисунок, пожалуй, был весьма груб и не внушал уважения.
В 1992 году он уже создал несколько сюжетных моментов:
В детстве я решил исследовать, что бы произошло, если бы его ракета приземлилась не в Канзасе, а в колхозе СССР. Вместо работы на «Дэйли Плэнет» он был бы репортёром «Правды». В этом варианте разваливается не СССР, а США, штаты Джорджия и Луизиана требуют независимости — танки едут по улицам Нового Орлеана. Я собираюсь включить целую массу персонажей DC, вроде Бэтмена и Зелёного Фонаря, которых можно было бы увидеть в новом свете.
Грант Моррисон давал интервью о том, как он дал своему хорошему другу Марку Миллару идею об отправке Супермена в прошлое, что и было сделано в конце комикса «Красный Сын».
Определённые изображения в комиксе были взяты из других комиксов. Например, картинка из первого комикса отсылает читателя к похожей позе Супермена на обложке первого комикса «Супермен». Также панель, показывающая массовые беспорядки в США, имитирует знаменитую обложку Action Comics № 1.

## Сюжет
В 1950-х годах Советский Союз раскрывает своё новое орудие, Супермена. Он предан правде, справедливости и коммунизму. Неожиданное открытие владеющего суперспособностями пришельца под контролем Советов вызывает панику в США, превращая гонку ядерного вооружения в гонку суперспособностей. Агент ЦРУ Джим Ольсен нанимает Лекса Лютора уничтожить Супермена.
Лютор вызывает падение «Спутника-2» на Метрополис. После того, как Супермен спасает город и уносит спутник из города, Лютор получает его генетический материал и создаёт его клона по имени Бизарро.
Тем временем на дипломатической встрече Супермен встречает Чудо-женщину, и она в него влюбляется. Пётр Рослов, шеф НКВД и незаконный сын Сталина, имеет зуб на Супермена за то, что он отвлёк внимание отца на себя и оборвал его надежды на повышение. Пётр стреляет в семейную пару диссидентов на глазах их сына (который впоследствии становится Бэтменом), чтобы напечатать пропаганду против Супермена. Сталин умирает, отравленный цианидом, и Супермен поначалу отказывается от командования Партией. Однако встреча с Ланой Лазаренко, его любовью детства, меняет его решение. Он решает использовать свои силы для высшего блага и превратить СССР в утопию.
Бизарро нападает на Супермена, и их дуэль вызывает случайный запуск ядерной ракеты, направленной на Великобританию. Клон жертвует собой, чтобы спасти миллионы. Тем временем Лютор убивает всех своих лаборантов в S.T.A.R. и основывает ЛюторКорп. Он посвящает свою жизнь уничтожению Супермена. Позже Лютор рассказывает, что стартовой точкой тому послужило его поражение Бизарро в шахматы.
К 1978 году Соединенные Штаты находятся на грани социального коллапса, тогда как процветающий Советский Союз мирным путем расширил своё влияние почти во всех уголках земного шара. Ценой этого прогресса является усиление посягательств на отдельные свободы, когда Супермен быстро становится фигурой, подобной Большому Брату, и введением техники хирургии мозга, которая превращает диссидентов в послушных дронов или «роботов Супермена». Супермен теперь работает с Чудо-Женщиной, чтобы спасать жизни и управлять советским государством. Чудо-Женщина всё больше влюбляется в Супермена, но он считает её просто товарищем и не замечает её любви к нему.
Лютор планирует уменьшить Москву, но этот план терпит неудачу, когда Брейниак, его коллега, уменьшает вместо этого Сталинград. Супермен вмешивается и извлекает центральный процессор Брейнак и крошечный город, положив конец сотрудничеству Брейниак-Лютор. Он не может восстановить Сталинград и его жителей до нужных размеров. Это становится его единственным провалом и источником большой вины.
Третий план Лютора касается бдительного Бэтмена, сына мужчины и женщины, убитых Петром. Бэтмен объединяет усилия с ЛюторКорп и Петром, теперь главой КГБ. Они захватывают Чудо-Женщину и используют её в качестве приманки для Супермена, надеясь истощить его силы лучами, которые имитируют солнечный свет с родной планеты Супермена. План работает, но Супермен убеждает Чудо-Женщину освободиться от лассо, с которым она связана, и уничтожить генераторы, управляющие лампами, излучающими солнечную энергию. Она это делает, серьезно травмируя себя в процессе, но лампы перестают работать, и силы Супермена возвращаются. Испуганный тем, что Супермен собирается его лоботомизировать и превратить в робота, Бэтмен убивает себя как мученика своего дела. Пётр превратился в робота Супермена, а Чудо-Женщина перестала испытывать к Супермену чувства, так как он не озаботился её ранами.
Лютор исполняет свой четвертый план, когда находит загадочный зеленый фонарь на инопланетном корабле, потерпевшем крушение в Розуэлле, Нью-Мексико, и зелёное кольцо, дающее силы обладателю большой силы воли. Находится и кандидат для использования кольца - Хэл Джордан, лётчик-испытатель, чей самолёт разбился в Малайзии. Хэл попал в плен и постоянно подвергался пыткам, но благодаря огромной силе воли смог выжить: в перерывах между пытками он представлял, как строит тюрьму для своих мучителей, причём представлял весь процесс в мельчайших деталях, от закладки фундамента до установки охранных систем. Брейниак перепрограммирован в помощника Супермена, и начинается строительство Крепости Одиночества, расположенной в Сибири и называемой «Зимний дворец». Царствование Супермена продолжается без преступлений, бедности или безработицы, но с постоянным государственным надзором. Супермен стремится «выиграть спор» с США и неоднократно отвергает предложения Брейниака о вторжении. Сталинград остаётся его единственным провалом, теперь заключенным в защитную стеклянную «бутылку».
В 2001 году США избирают Лютора и Олсена на пост президента и вице-президента соответственно. Используя свой научный опыт, огромный экономический капитал и диктаторские полномочия, Лютор возвращает процветание своей стране. Это только часть более общего плана по провоцированию Супермена на вторжение в Соединенные Штаты. Лютор показывает Олсену два своих величайших открытия: Призрачную Зону, место, недоступное суперслуху; и Корпус Зеленого Фонаря.
Лютор противостоит Супермену в Зимнем дворце. Брейниак утаскивает Лютора в подвалы Крепости, чтобы имплантировать в Робота Супермена, утверждая, что Лекс убедит Супермена совершить самоубийство менее чем за 14 минут. Супермен признаёт, что его вынудили, и готовится к атаке.
Первая леди Лоис Лютор посещает Райский остров, чтобы заключить союз с империей Амазонки, которой теперь управляет озлобленная и мстительная Чудо-Женщина. Супермен нападает на Восточное побережье, побеждает морскую пехоту Зелёных фонарей, которыми руководит полковник Хэл Джордан. Силы Амазонок, которыми командует Чудо-Женщина, нападают на Супермена, но быстро побеждены, наряду с набором «сверхугроз» (включая Атомного Черепа, Паразита и Думсдэя), которые Лютор собрал за эти годы. Космический корабль Брейниак уничтожает Тихоокеанский флот США, и два сверхъестественных существа встречаются в Белом доме. Их приветствует Лоис Лютор с последним оружием, небольшой запиской, написанной Лексом: «Почему бы тебе просто не положить весь мир в бутылку, Супермен?».
Понимая, что он вмешивался в дела, в которых ему не было места, Супермен приказывает Брейниаку прекратить вторжение. Брейниак, однако, показывает, что он никогда не был под контролем Супермена, и вместо этого атакует Супермена с зеленой радиацией. Брейниак был отключен изнутри Лютором, который избежал операции. Поскольку синулярности, питающие корабль Брейниака, угрожают техногенной катастрофой, Супермен буксирует его в космос, где корабль взрывается. Земля спасена, но Супермен считается погибшим.
Советский Союз впадает в хаос, но вскоре возвращается под контроль благодаря «Бэтмену» (членам сопротивления, которые начали носить костюм после смерти Бэтмена). Лютор объединяет многие идеи Супермена и Брейниака в новую философию «Люторизма» и образует «Глобальные Соединенные Штаты». Это становится определяющим моментом для будущего человечества, поскольку оно вступает в беспрецедентную эпоху мира и стабильности. Формируется и поддерживается доброжелательное мировое правительство. Лютор руководит рядом научных исследований, включая лечение всех известных болезней и колонизацию Солнечной системы, и переживает тысячелетний рубеж. Перед смертью он раскрывает свои мотивы.
На похоронах Лютора выясняется, что Супермен пережил взрыв корабля Брейниака и, по-видимому, бессмертен. Супермен присутствует на похоронах в деловом костюме и толстых очках, по сути идентичных внешнему виду Кларка Кента, личности, которую он никогда не принимал в этот период времени. Вдова Лютора, Лоис, видит эту таинственную фигуру в толпе и, кроме жуткого чувства дежавю, ничего не подозревает. Супермен тихо отходит от церемонии, планируя жить среди людей, а не управлять ими.
Спустя миллиарды лет Солнце становится красным гигантом, и его приливные силы разрывают Землю на части. Дальний потомок Лютора, Джор-Л, отправляет своего маленького сына, Кал-Л, в прошлое. На последних панелях комиксов изображена посадка шаттла Кал-Л в украинской деревне в 1938 году, что фактически вызвало парадокс предопределения личности, а также показало, что звёздная эмблема Кал-Л — это эмблема Люторов.

## Продолжение во Вселенной DC
Хотя история и была рассказана в континууме Elseworlds, персонажи и их вселенная являются частью Мультивселенной DC. Согласно редакторам DC, вселенная комикса «Красный Сын» является одной из новых после события комикса 52, каждая из которых представляет собой другую инкарнацию стандартных персонажей DC Супермен из комикса «Красный Сын» появлялся в других комиксах, например, в конце пятого выпуска «Бесконечного Кризиса», а также в комиксе Superman/Batman№ 22-23. Эта версия Супермена также имеет сходство с другими вариантами, такими, как Супермен «Золотого Века», живший на Земле-2 вплоть до её разрушения в комиксе «Кризис на Бесконечных Землях». Оба носят имя Кал-Л, вместо «Кал-Эл», имя обоих в докризисной Земле-Один и более современных версиях. Супермен из «Красного Сына» также, как и докризисный Супермен, очень силён и имеет суперспособности, такие как сверхчеловеческие сила, слух и зрение, способность к полёту и лазерный взгляд. Он также изображается более умным, чем средний человек, и является «супер-учёным». Кроме облучения «радиацией красного солнца», делающего его «нормальным» (или, по крайней мере, уязвимым), он, похоже, не имеет слабостей.
Криптонит в сюжете не упоминается, хотя в одном выпуске Брейниак атакует Супермена неназванной зелёной энергией. Криптонит не существует во вселенной «Красного Сына», поскольку планета Криптон, откуда Криптонит пришёл в оригинальной истории, является будущей версией Земли.
Вселенная комикса была принята в число 52 вселенных текущей Мультивселенной DC, начавшей своё существование после события Flashpoint. Если точно, вселенная «Красного Сына» расположена на Земле-30 и в комиксе Countdown № 32 была посещена Бросающими вызов Неизвестному (англ. Challengers of the Unknown), которые были замечены Суперменом и немедленно покинули её. Земля-30 была посещена ими же ещё один раз, в one-shot комиксе Countdown Presents: The Search for Ray Palmer: Red Son, где Претенденты, Донна Трой, Кайл Райнер, Джейсон Тодд и Боб Монитор, помогли здешнему Бэтмену спасти Рэя Палмера и поймать Чудо-Женщину непосредственно перед конфронтацией с Суперменом в Сибири. Несмотря на их совместные усилия, события всё равно прошли в точности как в «Красном Сыне» № 2 — Бэтмен смог лишь ненадолго заключить Супермена под имитацией красного излучения и взорвал бомбу у себя в животе, чтобы избежать захвата. Бросающие вызов же были захвачены и почти что превращены в роботов Супермена, однако Атом угрожал Супермену уничтожением Сталинграда, если его друзья не будут отпущены. Так они покинули Землю-30.
Ещё раз Супермен с Земли-30 показался среди армии аналогов Супермена в «Финальном Кризисе».

## Издание
В России комикс был лицензирован и выпущен издательством «Азбука» в 2015 году.

## Появление вне комиксов хронологии «Красного сына»

### Телевидение
- Четвёртый сезон телесериала «Супергёрл» адаптирует общую концепцию сюжета. В финале третьего сезона Супергёрл подвергается воздействию чёрного криптонита, который создает её клона. Её клон попадает в Сибирь и тайно обучается советскими военными из Казнии. Когда клон подвергается воздействию криптонитового газа, Лекс Лютор исцеляет её и усыновляет как Красную Дочь. Красная Дочь работает с Лексом, пока его не арестовывают. После этого Красная Дочь подставляет Супергёрл, нападая на Белый дом в её костюме. Кара и сестра Лекса Лена путешествуют в Казнию, где узнают о происхождении Красной Дочери. Когда Кара пытается донести эту информацию до президента Соединенных Штатов, её похищают и помещают в одну камеру смертников с Красной Дочерью. Тем не менее клон подвергается воздействию криптонита, а Кара убегает. Красная Дочь маскируется под Кару и угрожает своей приемной матери по приказу Лекса, который сбежал из тюрьмы. Кара идёт против Красной Дочки, которая якобы убивает её с помощью Лекса. Однако позже Красная Дочь узнаёт, что Лекс предал Казнию и выставил себя перед публикой героем, убив Красную Дочь. Хотя выясняется, что Красная Дочь жива и находится в плену на острове Шелли, где вместе с другими пленными инопланетянами использует свои силы, чтобы запитать спутник для уничтожения города Арго и убийства Супермена. Во время конфронтации между Лексом и Карой Красная Дочь жертвует собой, чтобы спасти последнюю, узнав об истинной природе первого.

### Мультфильм
Планы по выпуску озвучил продюсер Брюс Тимм на премьере «Бэтмен: Готэм в газовом свете» 13 января 2018 года.
19 июля 2019 года на фестивале Comic-Con официальный представитель Warner Bros. объявил о том, что «Супермен. Красный сын» получит экранизацию в виде анимационного фильма. Выход намечен на 2020 год.
16 декабря в Интернете на YouTube-канале IGN был опубликован трейлер мультфильма. Ведущие телеканала Россия-24 Алексей Казаков и Анастасия Иванова посчитали, что видео «щедро сдобрено развесистой клюквой» и «снова будет русофобская истерика». В то же время, по их мнению, «если бы Россия не была так интересна, то „Красного сына“ и в помине бы не было». В передаче «Время покажет» экранизацию назвали элементом серьёзной информационной войны против России, целью которой является формирование образа врага. Анатолий Кузичев подытожил: «Комиксы — это зло. Только литература». С другой стороны, Евгений Попов считает это маркетингом без политической подоплёки. Голливуд решает прежде всего финансовые задачи. Российская тема вызывает определённые реакции в американском обществе. Но СССР в США не любят. По словам журналиста, «нам нужно сосредоточиться на своих героях».
Публицист Василий Амирджанов в статье интернет-издания Правда.ру высказал мнение, что несмотря на негативную реакцию журналистов «России-24» и «Первого канала», они только усилили интерес к выпуску. Издание Канобу раскритиковало мультфильм за излишний акцент на тематике ЛГБТ и феминизма, а также за изменение концовки. На сайте Rotten Tomatoes рейтинг мультфильма составил 89% у критиков и 64% у зрителей.

### Киноадаптация
- В 2017 году Джордан Вот-Робертс предложил Warner Bros. Pictures экранизацию фильма «Супермен: Красный сын» в прямом эфире, но студия отвергла данную идею[17].
- В 2024 году Мэтью Вон выразил желание снять экранизацию комикса с Генри Кавиллом в главной роли[18].